# Точискі-Подборне
Точискі-Подборне (пол. Toczyski Podborne) — село в Польщі, у гміні Яблонна-Ляцька Соколовського повіту Мазовецького воєводства.
Населення — 109 осіб (2011).
У 1975-1998 роках село належало до Седлецького воєводства.

## Демографія
Демографічна структура станом на 31 березня 2011 року:
|          | Загалом | Допрацездатний вік | Працездатний вік | Постпрацездатний вік |
| -------- | ------- | ------------------ | ---------------- | -------------------- |
| Чоловіки | 52      | 10                 | 30               | 12                   |
| Жінки    | 57      | 15                 | 22               | 20                   |
| Разом    | 109     | 25                 | 52               | 32                   |